# Leo Abrahams
Leo Matthew Abrahams (Londra, 28 novembre 1977) è un musicista, produttore discografico e compositore inglese.

## Carriera
Nel corso della sua carriera ha collaborato, in varie vesti (produttore, esecutore, arrangiatore, compositore) con una moltitudine di musicisti e artisti tra cui Brian Eno, Paul Simon, Imogen Heap, Jarvis Cocker, Carl Barât, Ed Harcourt, Mark Owen, Cara Dillon, Natalie Imbruglia, Brett Anderson, Lory Muratti, Starsailo, Paolo Nutini, Jon Hopkins, Josephine Oniyama, Karl Hyde, Olivia Chaney, Chris Difford, Smoke Fairies, Wild Beasts, Pati Yang, David Holmes, Nik Kershaw e altri.

## Discografia parziale
- 2005 – Honeytrap
- 2006 – Scene Memory
- 2006 – EP1
- 2006 – Searching 1906
- 2007 – The Unrest Cure
- 2008 – The Grape & The Grain
- 2009 – December Songs
- 2010 – Small Craft on a Milk Sea
- 2015 – Daylight
- 2016 – I Actually Come Back